# Ouïezd de Lodeïnoïe Pole
L'ouïezd de Lodeïnoïe Pole (en russe : Лодейнопольский уезд) était un ouïezd du gouvernement d'Olonets dans l'Empire russe.

## Présentation
L'ouïezd de Lodeïnoïe Pole était situé au sud de la rivière Svir entre le lac Ladoga et le lac Onega.
Elle était bordée au nord par la l'ouïezd d'Olonets et l'ouïezd de  Petrozavodsk du gouvernement d'Olonets, et à l'est par l'ouïezd de  Vytegra.
Le centre administratif de l'ouïezd était Lodeïnoïe Pole.

## Démographie
Au recensement de l'Empire russe de 1897 de 1897, l'ouïezd de Poudoj comptait 46 255 habitants.
Ils avaient pour langue maternelle le russe(79.8 %), le vepse (19,2 %), le finnois (0,5 %), carélien (0,2 %), polonais (0,1 %).